# Nieuwe Kerk (Delft)
Nieuwe Kerk (nizozemsky Nový Kostel), respektive kostel Panny Marie a svaté Uršuly, je gotický kostel v nizozemském městě Delft. Patří mezi největší kostely Nizozemska. Nachází se na hlavním delftském náměstí v centru města, naproti delftské radnici (nizozemsky Stadhuis).

## Historie

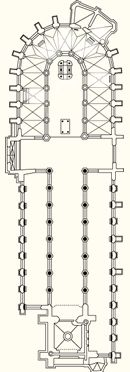
Půdorys Nieuwe Kerk

Původní kostel (druhý filiální kostel v Delftu po Oude Kerk) byla dřevěná stavba zasvěcená Panně Marii. Doslova kolem něj pak v roce 1396 se začala stavět cihlová bazilika, nazvaná jménem sv. Uršuly a dokončená 6. září roku 1496, přesně sto let po zahájení prací. Byla vybudována jako ve stylu vlámské gotiky na půdorysu kříže podle přísných pravidel symbolismu: půdorys ve tvaru kříže upomíná na ukřižovaného Krista, dvanáct sloupů na dvanáct apoštolů, čtyři sloupy v překřížení představují čtyři evangelisty a dvacet šest sloupů v hlavní lodi symbolizuje dvacet šest proroků. Současně byla dokončena i věž. V první čtvrtině 16. století byl rozšířen severní transept kostela a baptisterium u věže.
5. května roku 1536 do věže kostela uhodil blesk, který spolu se silným východním větrem způsobil požár části Delftu na západ od Nieuwe Kerk. V roce 1871 do věže uhodil blesk znovu. Po této události podstoupila věž restauraci, po níž získala výšku 108,75 m.
Výbuch ikonoklasmu v roce 1566 měl za následek zbavení kostela původního katolického vybavení. V roce 1572 převzala kostel reformovaná církev. 12. října roku 1654 explodovala v Delftu prachárna s 90 000 funty střelného prachu; výbuch zničil střechy a vitráže kostela a poškodil i jeho zdi. Dnešní (již třetí v pořadí) vitrážová okna pocházejí z let 1927-36. Varhany byly postaven v roce 1839 v Utrechtu.
Renovace kostela proběhla postupně ve 20., 60. a 80. letech 20. století, v plánu je další renovace v příštích letech.
Kostel je největší církevní stavbou v Nizozemí, věž se svou výškou bezmála 109 m pak je druhá nejvyšší.

## Pohřebiště nizozemské panovnické rodiny

### Vznik
To, že je v kostele pohřebiště královské rodiny, je dílem historické náhody. Jako první zde byl pohřben Vilém I. Oranžský, vůdce holandského osvobozeneckého boje proti Španělům, který sice v Delftu pobýval pouze krátce, byl zde však za tohoto pobytu 10. července roku 1584 v místním knížecím paláci zavražděn. Tradiční pohřební místo Oranžských v Bredě bylo v té době v rukou Španělů, proto byl Vilém pohřben v Delftu.

### Členové panovnické rodiny pohřbení vNieuwe Kerk
| Jméno (regenti a králové vyznačeni tučně)                                | datum narození     | datum úmrtí        | datum pohřbu       |
| ------------------------------------------------------------------------ | ------------------ | ------------------ | ------------------ |
| 1. princ Vilém I. Oranžský                                               | 24. dubna 1533     | 10. července 1584  | 3. srpna 1584      |
| 2. Luisa de Coligny, čtvrtá manželka prince Viléma                       | 23. září 1555      | 13. listopadu 1620 | 24. května 1621    |
| 3. Ludvík Falcký, syn "zimního krále" Fridricha Falckého                 | 1623               | 1623               | neznámé            |
| 4. princ Mořic Oranžský                                                  | 13. listopadu 1567 | 23. dubna 1625     | 26. září 1625      |
| 5. Henrietta Amálie, dcera prince Frederika Hendrika                     | 26. října 1628     | prosinec 1628      | neznámé            |
| 6. Alžběta, dcera prince Frederika Hendrika                              | 4. srpna 1630      | 4. srpna 1630      | 18. srpna 1630     |
| 7. Hendrik Ludvík, syn prince Frederika Hendrika                         | 30. listopadu 1639 | 29. prosince 1639  | neznámé            |
| 8. Isabela Šarlota, dcera prince Frederika Hendrika                      | 28. dubna 1632     | duben 1642         | neznámé            |
| 9. princ Frederik Hendrik Oranžský                                       | 29. ledna 1584     | 14. března 1647    | 10. května 1647    |
| 10. Kateřina Belgica Nasavská, dcera prince Viléma I.                    | 3. července 1578   | 12. dubna 1648     | 5. května 1648     |
| 11. Amálie ze Solms-Braunfelsu, manželka prince Frederika Hendrika       | 31. srpna 1602     | 8. září 1675       | 21. prosince 1675  |
| 12. princ Vilém II. Oranžský                                             | 27. května 1626    | 6. listopadu 1650  | 8. března 1651     |
| 13. nejstarší mrtvě narozená dcera prince Viléma IV.                     | 19. prosince 1736  | 19. prosince 1736  | 22. prosince 1736  |
| 14. princ Vilém IV. Oranžský                                             | 1. září 1711       | 22. října 1751     | 4. února 1752      |
| 15. Anna Hannoverská, manželka prince Viléma IV.                         | 2. listopadu 1709  | 12. ledna 1759     | 23. února 1759     |
| 16. Jiří, syn Karolíny Oranžsko-Nasavské                                 | 18. prosince 1760  | 27. května 1762    | 1. července 1762   |
| 17. mrtvě narozená dcera princezny Karolíny Oranžsko-Nasavské            | 15. října 1767     | 15. října 1767     | 24. října 1767     |
| 18. nejstarší mrtvě narozený syn oranžského knížete Viléma V.            | 23. března 1769    | 24. března 1769    | 28. března 1769    |
| 19. Vilém Jiří Frederik Oranžsko-Nasavský, syn prince Viléma V.          | 15. února 1774     | 6. ledna 1799      | 3. července 1896   |
| 20. princezna Pavlína Oranžsko-Nasavská                                  | 1. března 1800     | 22. prosince 1806  | 07. dubna 1911     |
| 21. princ Vilém V. Oranžský                                              | 8. března 1748     | 09. dubna 1806     | 29. dubna 1958     |
| 22. Frederika Luisa Vilemína, dcera prince Viléma V.                     | 28. listopadu 1770 | 15. října 1819     | 28. října 1819     |
| 23. Vilemína Pruská, manželka prince Viléma V.                           | 07. srpna 1751     | 09. června 1820    | 27. listopadu 1822 |
| 24. Ernst Kazimír, syn krále Viléma II.                                  | 21. května 1822    | 22. října 1822     | 11. května 1860    |
| 25. Vilém, syn prince Frederika Nizozemského                             | 6. července 1833   | 1. listopadu 1834  | 5. listopadu 1834  |
| 26. Vilemína Pruská (1774–1837), manželka krále Viléma I.                | 18. listopadu 1774 | 12. října 1837     | 26. října 1837     |
| 27. král Vilém I. Nizozemský                                             | 24. srpna 1772     | 12. prosince 1843  | 2. ledna 1844      |
| 28. Frederik, syn prince Frederika Nizozemského                          | 22. srpna 1836     | 23. ledna 1846     | 28. ledna 1846     |
| 29. Alexandr, syn krále Viléma II.                                       | 2. srpna 1818      | 20. února 1848     | 21. dubna 1848     |
| 30. král Vilém II. Nizozemský                                            | 6. prosince 1792   | 17. března 1849    | 4. dubna 1849      |
| 31. Mořic Oranžský, syn krále Viléma III.                                | 15. září 1843      | 4. června 1850     | 10. června 1850    |
| 32. Anna Pavlovna Ruská, manželka krále Viléma II.                       | 18. ledna 1795     | 1. března 1865     | 17. března 1865    |
| 33. Luisa Pruská, manželka prince Frederika Nizozemského                 | 1. února 1808      | 6. prosince 1870   | 21. prosince 1870  |
| 34. Amálie Sasko-Výmarská, manželka prince Hendrika                      | 20. května 1830    | 1. května 1872     | 17. května 1872    |
| 35. Žofie Württemberská, manželka krále Viléma III.                      | 17. června 1818    | 3. června 1877     | 20. června 1877    |
| 36. Hendrik Nizozemský, syn krále Viléma II.                             | 13. června 1820    | 13. ledna 1879     | 25. ledna 1879     |
| 37. Vilém Oranžský (1840–1879), syn krále Viléma III.                    | 4. září 1840       | 11. června 1879    | 26. června 1879    |
| 38. Frederik Nizozemský, syn krále Viléma I.                             | 28. února 1797     | 8. září 1881       | 23. září 1881      |
| 39. Alexandr Oranžský, syn krále Viléma III.                             | 25. srpna 1851     | 21. června 1884    | 17. července 1884  |
| 40. král Vilém III. Nizozemský                                           | 19. února 1817     | 23. listopadu 1890 | 4. prosince 1890   |
| 41. Emma Waldecko-Pyrmontská, regentka, druhá manželka krále Viléma III. | 2. srpna 1858      | 20. března 1934    | 27. března 1934    |
| 42. Jindřich Meklenbursko-Zvěřínský, manžel královny Vilemíny            | 19. dubna 1876     | 3. července 1934   | 11. července 1934  |
| 43. královna Vilemína Nizozemská                                         | 31. srpna 1880     | 28. listopadu 1962 | 8. prosince 1962   |
| 44. Claus z Amberku, manžel královny Beatrix                             | 6. září 1926       | 6. října 2002      | 15. října 2002     |
| 45. královna Juliána Nizozemská                                          | 30. dubna 1909     | 20. března 2004    | 30. března 2004    |
| 46. Bernhard Lippsko-Biesterfeldský, manžel královny Juliány             | 29. června 1911    | 1. prosince 2004   | 11. prosince 2004  |